# Мачванска Митровица
Мачванска Митровица (до 1918. године Подринска Митровица, а познат је и назив Мала Митровица) је градско насеље у Србији у граду Сремска Митровица у Сремском округу. Према попису из 2022. било је 3.380 становника. До 1965. ово насеље је било седиште општине Мачванска Митровица коју су чинила насељена места: Засавица (данашња насеља Засавица I и Засавица II), Мачванска Митровица, Ноћај, Раденковић, Равње и Салаш Ноћајски. После укидања статуса општине у целини је припојена територији општине Сремска Митровица.

## Географија
Мачванска Митровица и суседна села Ноћај, Салаш Ноћајски, Раденковић, Равње, Засавица I и Засавица II су једини део Војводине који се налази у Мачви, и једини су пример територије предратне (пре 1918) Краљевине Србије која је постала део данашње Војводине.

## Демографија
У насељу Мачванска Митровица живи 3101 пунолетни становник, а просечна старост становништва износи 38,8 година (37,6 код мушкараца и 40,0 код жена). У насељу има 1240 домаћинстава, а просечан број чланова по домаћинству је 3,31.
Ово насеље је највећим делом насељено Србима (према попису из 2011. године), а у последња три пописа, примећен је пораст у броју становника.
|             | \| Демографија[3] \| Демографија[3] \| Демографија[3] \| \| Година \| Становника \| Становника \| \| -------------- \| -------------- \| -------------- \| \| 1948. \| 705 \| \| \| 1953. \| 869 \| \| \| 1961. \| 1.408 \| \| \| 1971. \| 3.357 \| \| \| 1981. \| 3.661 \| \| \| 1991. \| 3.788 \| 3.704 \| \| 2002. \| 3.896 \| 4.072 \| \| 2011. \| 4.116 \| \| \| 2022. \| 3.380 \| \| |            |
| Демографија | |            |
| Година      | Становника | Становника |
| 1948.       | 705 |            |
| 1953.       | 869 |            |
| 1961.       | 1.408 |            |
| 1971.       | 3.357 |            |
| 1981.       | 3.661 |            |
| 1991.       | 3.788 | 3.704      |
| 2002.       | 3.896 | 4.072      |
| 2011.       | 4.116 |            |
| 2022.       | 3.380 |            |

| Етнички састав према попису из 2002.‍ | Етнички састав према попису из 2002.‍ | Етнички састав према попису из 2002.‍ | Етнички састав према попису из 2002.‍ | Етнички састав према попису из 2002.‍ |
| ------------------------------------ | ------------------------------------ | ------------------------------------ | ------------------------------------ | ------------------------------------ |
|                                      |                                      |                                      |                                      |                                      |
| Срби                                 | Срби                                 |                                      | 3.621                                | 92,94%                               |
| Роми                                 | Роми                                 |                                      | 87                                   | 2,23%                                |
| Хрвати                               | Хрвати                               |                                      | 21                                   | 0,53%                                |
| Југословени                          | Југословени                          |                                      | 14                                   | 0,35%                                |
| Мађари                               | Мађари                               |                                      | 10                                   | 0,25%                                |
| Словаци                              | Словаци                              |                                      | 8                                    | 0,20%                                |
| Црногорци                            | Црногорци                            |                                      | 7                                    | 0,17%                                |
| Русини                               | Русини                               |                                      | 4                                    | 0,10%                                |
| Немци                                | Немци                                |                                      | 4                                    | 0,10%                                |
| Украјинци                            | Украјинци                            |                                      | 3                                    | 0,07%                                |
| Руси                                 | Руси                                 |                                      | 2                                    | 0,05%                                |
| Муслимани                            | Муслимани                            |                                      | 2                                    | 0,05%                                |
| Македонци                            | Македонци                            |                                      | 2                                    | 0,05%                                |
| Албанци                              | Албанци                              |                                      | 1                                    | 0,02%                                |
| непознато                            | непознато                            |                                      | 77                                   | 1,97%                                |

| Година пописа     | 1948. | 1953. | 1961. | 1971. | 1981. | 1991. | 2002. |
| ----------------- | ----- | ----- | ----- | ----- | ----- | ----- | ----- |
| Број домаћинстава | 237   | 258   | 425   | 1.015 | 1.141 | 1.175 | 1.240 |

| Број чланова      | 1   | 2   | 3   | 4   | 5   | 6  | 7  | 8 | 9 | 10 и више | Просек |
| ----------------- | --- | --- | --- | --- | --- | -- | -- | - | - | --------- | ------ |
| Број домаћинстава | 202 | 309 | 231 | 261 | 138 | 69 | 18 | 5 | 4 | 3         | 3,14   |

| Пол    | Укупно | Неожењен/Неудата | Ожењен/Удата | Удовац/Удовица | Разведен/Разведена | Непознато |
| ------ | ------ | ---------------- | ------------ | -------------- | ------------------ | --------- |
| Мушки  | 1.574  | 430              | 1.025        | 63             | 49                 | 7         |
| Женски | 1.657  | 302              | 1.035        | 236            | 80                 | 4         |
| УКУПНО | 3.231  | 732              | 2.060        | 299            | 129                | 11        |

| Пол    | Укупно                    | Пољопривреда, лов и шумарство | Рибарство                            | Вађење руде и камена | Прерађивачка индустрија       |
| ------ | ------------------------- | ----------------------------- | ------------------------------------ | -------------------- | ----------------------------- |
| Мушки  | 666                       | 25                            | 0                                    | 0                    | 347                           |
| Женски | 431                       | 15                            | 0                                    | 0                    | 118                           |
| УКУПНО | 1.097                     | 40                            | 0                                    | 0                    | 465                           |
| Пол    | Производња и снабдевање   | Грађевинарство                | Трговина                             | Хотели и ресторани   | Саобраћај, складиштење и везе |
| Мушки  | 17                        | 26                            | 42                                   | 14                   | 34                            |
| Женски | 1                         | 2                             | 71                                   | 7                    | 16                            |
| УКУПНО | 18                        | 28                            | 113                                  | 21                   | 50                            |
| Пол    | Финансијско посредовање   | Некретнине                    | Државна управа и одбрана             | Образовање           | Здравствени и социјални рад   |
| Мушки  | 3                         | 4                             | 34                                   | 14                   | 15                            |
| Женски | 12                        | 6                             | 16                                   | 36                   | 82                            |
| УКУПНО | 15                        | 10                            | 50                                   | 50                   | 97                            |
| Пол    | Остале услужне активности | Приватна домаћинства          | Екстериторијалне организације и тела | Непознато            | Непознато                     |
| Мушки  | 13                        | 0                             | 0                                    | 78                   | 78                            |
| Женски | 13                        | 0                             | 0                                    | 36                   | 36                            |
| УКУПНО | 26                        | 0                             | 0                                    | 114                  | 114                           |

## Верски објекти
Храм Светог Николаја је сазидан 1938. Освећење храма било је 22. маја 1939. године. Освештао га је епископ шабачко-ваљевски Г. Симеон Станковић. Ктитор храма је Никола Марковић, рођен 1879. године у Мачванској Митровици, а умро у Шапцу 27. јуна 1944. године. У Мачванској Митровици постоји споменик подигнут у знак захвалности Светом Амвросију поводом престанка куге 1850. године. Данашњи свештеник у Мачванској Митровици је протојереј-ставрофор Драгиша Стефановић. Његовим постављењем Мачванска Митровица је постала самостална црквена општина, а храм је након 47 година од изградње добио сталног пароха са седиштем у Мачванској Митровици.

## Култура
Шездесетих година 20. века, Мачванска Митровица је добила први дом културе, који је почетком осамдесетих година срушен и замењен новим. Данашњи дом културе је изграђен 1986. и уточиште је и храм културе свим Митровчанима. Као драмски покрети у дому културе постојали су: ромски драмски студио Баре Јага и драмски студио и театар Круг. Од 2002. године нема драмских покрета, а домаћин је многим омладинцима који раде и стварају ту. Сваке четврте године, у дому културе одвија се гласање за избор председника.

## Спортски клубови
У Мачванској Митровици још од 1922. године постоји ФК Подриње који се са променљивим успехом такмичи у нижеразредним фудбалским лигама. Од 2006. године постоји и одбојкашки клуб Мачва који је оформила група ентузијаста и заљубљеника у одбојку на челу са професором физичког васпитања Бранимиром Жилићем-Тафом и тренером Станиславом Савићем. Клуб окупља децу школског узраста и активно ради на афирмацији и популаризацији не само одбојке, него и здравог начина живљења, поштовању човека и природе и помаже младим нараштајима у правилном животном усмерењу.

## Галерија
- Споменик НОБ-а
- Споменик ратницима I св. рата
- Зграда управе бродоградилишта
- Споменик жртвама фашистичког терора
- Ископине цркве
- Црква Св. Николе
- Црква Св. Николе
- Црква Св. Николе